# Omostachidrina
L'omostachidrina è un alcaloide presente nei semi dell'erba medica.